# Bixie

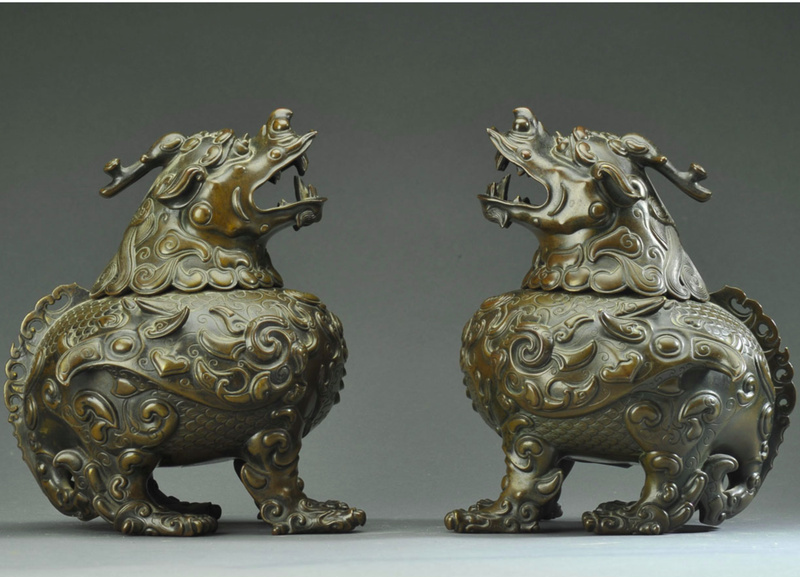
Skulptur eines Pixiu

Pixiu  (chinesisch 貔貅, Pinyin pí xiū, englisch pi xiu etc., ursprünglich auch chinesisch 辟邪, Pinyin bì xié, englisch pi xie genannt) sind Wesen der chinesischen Mythologie, die einem Löwen ähneln, aber Flügel haben. Sie sollen böse Geister vertreiben. Als Dekor sind sie häufig auf Textilien, Bannern, Gürtelhaken, Siegeln und Glocken anzutreffen. Besonders ausdrucksvoll sind sie in den Steinskulpturen vor den Kaiser-Gräbern der Südlichen Dynastien dargestellt.

## Nachschlagewerke
- Cihai („Meer der Wörter“), Shanghai cishu chubanshe, Shanghai 2002, ISBN 7-5326-0839-5